# Sutra lotosu

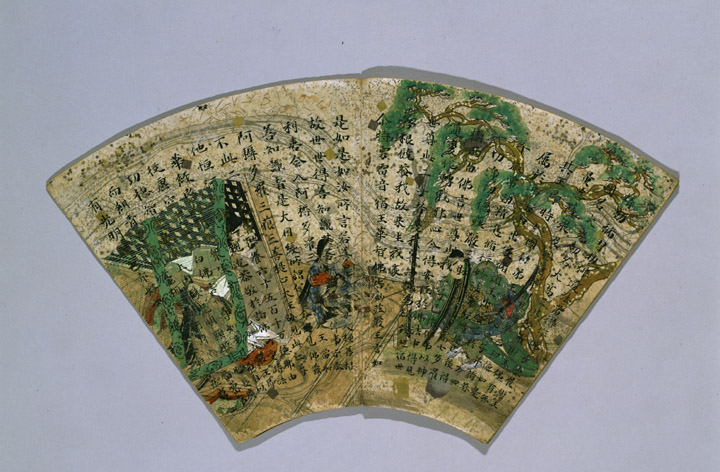
Fragment Sutry Lotosu w formie wachlarza, Japonia XII w.

Sutra Lotosu Mistycznego Prawa (skr. Saddharma Puṇḍarīka Sūtra सद्धर्मपुण्डरीकसूत्र;; chiń. Miàofǎ Liánhuā jīng 妙法蓮華經; kor. Myobŏm nyŏnhwa gyŏng; jap. Myōhō Renge Kyō; wiet. Diệu Pháp Liên Hoa Kinh; pol. „Sutra Lotosu Mistycznego Prawa”. Często w formie skróconej: chiń. Fǎhuá jīng 法華經, kor. Pŏphwagyŏng 법화경, jap. Hokekyō, wiet. Pháp Hoa Kinh) – jest według jej wyznawców, czyli chińskiej szkoły tiantai, jej japońskiego odpowiednika tendai i szkoły japońskiej nichiren shū najważniejszą sutrą buddyzmu mahajanistycznego.

## Opis sutry
Jest to jeden z najdziwniejszych mahajanistycznych tekstów buddyjskich. Stosunkowo niewiele miejsca zajmuje zawartość doktrynalna, a powierzchowne pierwsze czytanie może sprawić wrażenie pozornego filozoficznego braku wyrafinowania. Tekst sprawia wrażenie wyszukanego, mitologicznego, przesądnego, zadufanego w sobie, kłótliwego i polemicznego. Jest najwyraźniej produktem obsesyjnej sekciarskiej walki pomiędzy uczniami hinajany i nowym ruchem mahajany. Dlatego też agresywnie przekazuje ideę, że – w przeciwieństwie do hinajany – celem buddyjskiej praktyki nie jest wygaśnięcie indywidualnego istnienia i cierpienia w nirwanie, ale raczej praktyka ścieżki bodhisattwy, aby stać się Buddą, co oznacza być niekończąco się zaangażowanym w projekt poznania, interakcji, relacji, prowadzenia, edukowania i wyzwalania wszelkich rodzajów odczuwających istot.
Zawiera istotne myśli mahajany: naukę o transcendentnej istocie Buddy oraz możliwości powszechnego wyzwolenia. W mahajanie uważa się ją za sutrę, która zawiera pełną naukę Buddy w przeciwieństwie do sutr hinajany, które zawierają tylko częściowe aspekty. Szkoły te wierzą, iż nauka zawarta w niej została przedstawiona przez Buddę pod koniec jego działalności.
Sutra ta podkreśla znaczenie zaufania ucznia (śraddha) na drodze ku wyzwoleniu, na której także buddowie i bodhisattwowie okażą swą pomoc. W Sutrze Lotosu Budda nie jest przedstawiony jako postać historyczna, lecz jako manifestacja dharmakaji (trikaja) istniejącej wiecznie. Każde stworzenie ma udział w transcendentnej istocie buddy (natura buddy, sans. Buddhata, chiń. 佛性 foxing, kor. pulsǒng, jap. 仏性 busshō, wiet. phât tinh) i dlatego może stać się buddą, tzn. obudzić się do swej prawdziwej natury.
Sanskrycki tekst sutry zachował się w wielu różnych wersjach i to przeważnie we fragmentach. Wersja Dharmarakszy jest najstarszym chińskim tłumaczeniem i pochodzi z roku 286. Ale największy wpływ na znaczenie, jakie ta sutra uzyskała w buddyzmie, był przekład Kumaradżiwy dokonany w roku 406. W czasie gdy Kumaradżiwa tłumaczył sutrę, jego wersja składała się z 27 rozdziałów.

## Tłumaczenia

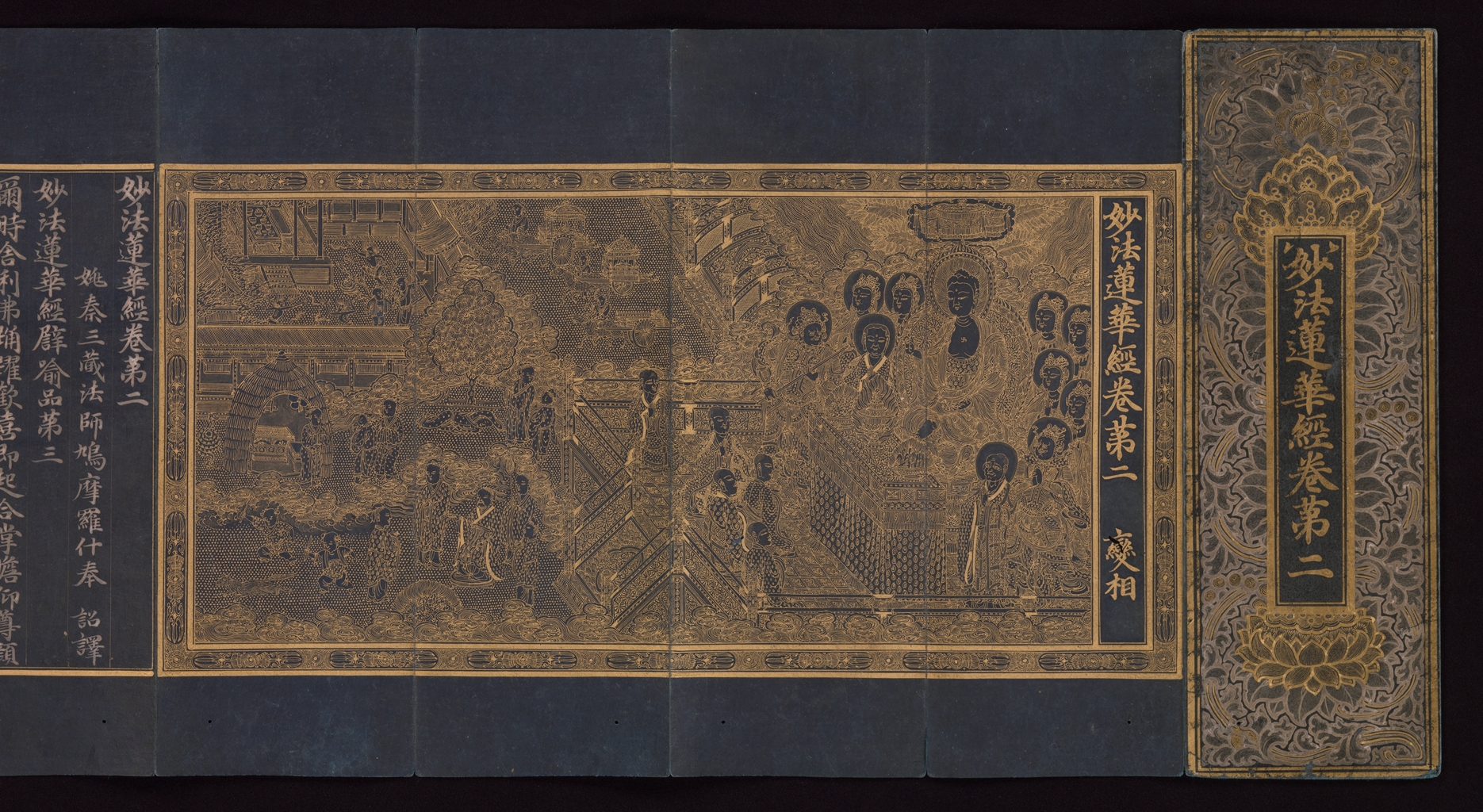
XIV-wieczny koreański manuskrypt Sutry Lotosu

Teksty znajdujące się w kanonie buddyjskim. T – numer katalogowy tekstu w Taishō Shinshū Daizōkyō, Tokio 1924-1934; K – numer katalogowy tekstu w The Korean Buddhist Canon: a Descriptive Catalogue', pod red. Lewisa R. Lancastera, Berkeley 1979.
- Satan fentuoli jing. Tłumacz nieznany; pomiędzy 265 a 317 r. T 265; K 115.
- Miaofa lianhua jing. Tłum. Kumaradżiwa w 406 lub 407 r. w Ogrodzie Xiaoyao w Chang’anie. T 262; K 116
- Zhengfa hua jing. Tłum. Dharmaraksza 15.9.286 r. w Chang’anie. T 263; K 117
- Tianpin miaofa lianhua jing. Tłum. Dżnianagupta w latach 601 i 602. T 264; K 118.

## Odbiór sutry
Jednym z czterech głównych uczniów Kumaradżiwy był Sengrui. Napisał wstęp do Sutry lotosu, w którym stwierdza: „Sutra lotosu jest tajemnym magazynem wszystkich Buddów i najprawdziwszym ucieleśnieniem pomiędzy wszystkimi sutrami”. Dla Sengrui ta sutra zajmowała najwyższe miejsce wśród wszystkich sutr jako składnica podstawowych nauk. Było to epokowe spostrzeżenie, zwłaszcza gdy się weźmie pod uwagę czas, w którym to ogłosił.
Kolejnym ze słynnych mnichów, którzy zwrócili uwagę na tę sutrę był Daosheng. Podzielił on nauczanie Buddy na cztery rodzaje. Uważał, iż Budda w ciągu swojego długiego życia jako nauczyciel przekazał cztery rodzaje nauk, w zależności od zdolności słuchaczy. Nauki te przedstawiają coraz bardziej głębokie ujawnienie prawdy:
- Sutry Agama związane z doktryną hinajany – uczą czystego życia.
- Sutry Pradźni, które ujawniają, jak można osiągnąć nirwanę poprzez doskonałą mądrość.
- Sutra lotosu, która wyjaśnia doktrynę „jednego pojazdu” (skr. ekajana) i która zatem może doprowadzić wszystkie osoby do stanu Buddy.
- Sutra nirwany, która podkreśla wieczną, personalną i czystą naturę nirwany[3].

Innym uczniem Kumaradżiwy był Huiguan, który zmarł w połowie V w. Podzielił on nauczania Buddy na pięć okresów poczynając od jego pierwszego kazania w Parku Sarny w Benares do jego śmierci w Kusinagarze:
- Poziom najbardziej podstawowy reprezentowany przez nauki hinajany – wszystkie fenomeny mają prawdziwe istnienie.
- Poziom sutr Pradźni- wszystkie fenomeny są pozbawione cech, są puste (siunjata)
- Poziom Sutry Wimalakirtiego
- Poziom Sutry lotosu
- Poziom Sutry nirwany[4].

Za prekursorów szkoły tiantai, której doktrynę oparto na Sutrze lotosu, uważa się za Miaoluo (711-782) wielkim nauczycielu tej szkoły z okresu Tang – Huiwena, Nanyue Huisi. Uczniem Huisi był Zhiyi, dla którego Sutra lotosu także stała się najważniejszą. To na niej oparł doktrynę swojej szkoły tiantai.